# اکولا، چیتورگاره
اکولا، چیتورگاره (به انگلیسی: Akola, Chittorgarh) یک منطقهٔ مسکونی در هند است که در راجستان واقع شده‌است.

## خصوصیات
اکولا ۴۵۱ متر بالاتر از سطح دریا واقع شده‌است.